# ایست شورهم (نیویورک)
ایست شورهم (به انگلیسی: East Shoreham) یک منطقهٔ مسکونی در ایالات متحده آمریکا است که در شهرستان سافک، نیویورک واقع شده‌است. ایست شورهم ۱۳٫۹ کیلومتر مربع مساحت و ۶٬۶۶۶ نفر جمعیت دارد و ۳۷ متر بالاتر از سطح دریا واقع شده‌است.